# Oscar Straus
Oscar Straus właściwie Oscar Nathan Strauss (ur. 6 marca 1870 w Wiedniu, zm. 11 stycznia 1954 w Bad Ischl) – austriacki kompozytor operetkowy. Przedstawiciel II operetki wiedeńskiej.
Debiutował na scenie operetkowej w 1904 roku. Pierwsze operetki pisał w parodystycznej manierze Offenbacha, następne w klasycznym, wiedeńskim stylu, z walcem w tytule i w każdym akcie. W późniejszych latach, od 1920 roku, wprowadzał do swych operetek rytmy wszystkich modniejszych tańców, dbając o to, by akcja toczyła się wokół jednej, efektownie zarysowanej postaci kobiecej. Jego największym sukcesem był wystawiony w 1907 roku Czar walca. Do wybitnych utworów należą ponadto operetki: Bohaterowie, Ostatni walc, Perły Kleopatry.

## Życie

### Wczesne lata
Ojciec Oskara, Leopold, został wysłany przez swą rodzinę z Mannheimu do Wiednia, by uczył się bankierskiego fachu. W Wiedniu zakochał się w córce swego pryncypała, Gabrieli Stern, ożenił się z nią i zamieszkał z nią w domu przy Untere Donaustrasse 27, gdzie 6 marca 1870 roku przyszedł na świat Oscar Straus. Oskar kształcił się początkowo w Wiedniu w klasach fortepianu u A. Prosnitza i kompozycji u H. Grädenera. 
W 1890 roku wyjechał na studia do Berlina. Aby uniknąć mylenia z rodziną Straussów, zmienił nazwisko na Straus. Przez dwa lata pod kierunkiem Maxa Brucha komponował muzykę kameralną i utwory symfoniczne, a nawet Requiem. Po kryjomu napisał burleskową operę komiczną i zaofiarował ją teatrom. Mistrza powiadomił o fakcie dokonanym listownie. Bruch uznał tę próbę za przedwczesną, skoro jednak – pisał – całkiem się Pan tymczasem usamodzielnił i nawet pertraktuje już z teatrami w sprawie wystawienia swojej opery, nie ma właściwie sensu, by jeszcze pokazywał mi Pan swoją partyturę. Straus nie przyjął odmowy mistrza do wiadomości, odwiedził go i jął przekonywać do muzyki Offenbacha, Sullivana i Straussa. Został wyrzucony za drzwi i obłożony klątwą, gdyby odważył się popełnić kiedykolwiek tego rodzaju muzyczne potworności.
W tym samym 1892 roku został na balu „Concordii” przedstawiony Johannowi Straussowi synowi. Dwa dni później wolno mu było zagrać przed nim na Igelgasse kilka swoich utworów: szkiców symfonicznych, poważnych pieśni, walców. Strauss wysłuchawszy tych kompozycji poradził Oskarowi: Ja na Pana miejscu zapomniałbym o rojeniach na temat poważnej muzyki, pisałbym walce i zbierał materiał do partytury operetkowej! Ale przede wszystkim rozejrzałbym się za posadą kapelmistrza na prowincji. Najlepsze miejsce do nauczenia się dyrygenckiego rzemiosła, to pulpit dyrygencki!.

### Początki twórczości

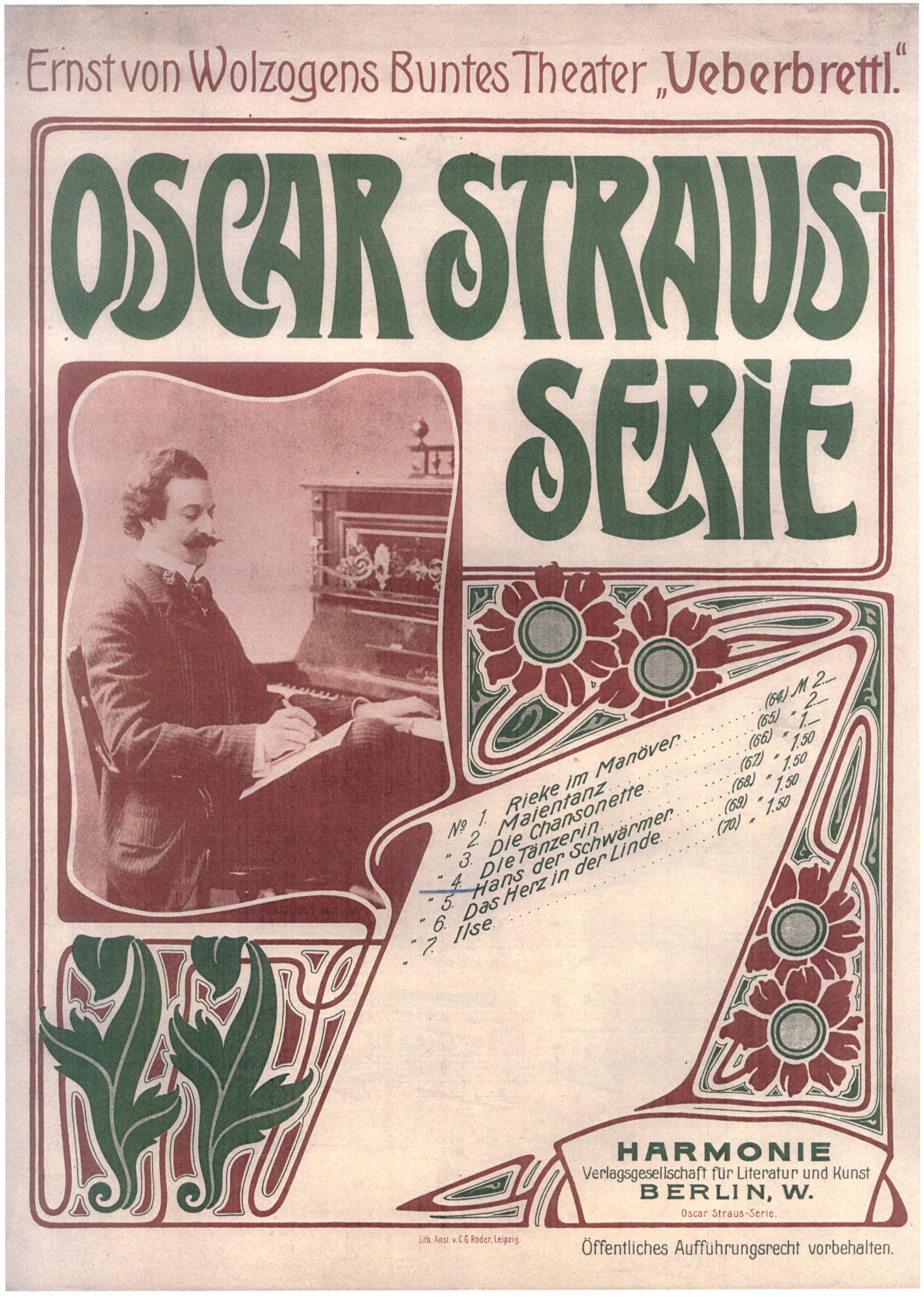
Okładka zbioru utworów napisanych przez Strausa dla „Überbrettl”

W następnych latach (1895–1900) Straus podjął pracę kapelmistrza w teatrach Bratysławy, Brna, Moguncji, pracował też jako korepetytor Gustava Mahlera w Hamburgu. W 1894 roku wystawił swą pierwszą operę Die Weise von Cordoba. Kolejne zostały wystawione w 1900 roku: Der Schwarze Mann i w 1904 roku: Colombine, nie przyniosły jednak kompozytorowi powodzenia. Miesiące letnie, gdy nie miał kontraktu, spędzał Straus w Berlinie, przeważnie w „Café Passage” w gronie cyganerii, do której należeli Leo Fall, Arnold Schönberg, Carl Rössler, Leopold Jacobson, Rudolf Bernauer i młody adwokat dr Fritz Oliven (1874-1956) piszący kąśliwe, satyryczne wiersze pod pseudonimem Rideamus. W czasie takiego wakacyjnego pobytu w Berlinie przyjął złożoną przez barona Ernsta von Wolzogena propozycję, pracy jako kompozytor i pianista w tworzonym na wzór francuskiego „Chat noir”, kabaretu „Überbrettl”.
Poczynając od 1901 roku wystawił w „Überbrettl” szereg zabawnych spektakli: Der lustige Ehemann, Die Haselnuss, Die Musik kommt. W krótkim czasie wylansował kilka przebojów śpiewanych przez berlińczyków i granych przez berlińskie katarynki: Haselnuss, Słychać, kapela marsza gra, Zanim pan kapitan i Wesołego małżonka. Tym którzy wyrzucali mu, że trwoni talent na piosenki uliczne, odpowiadał: piszę piosenki uliczne – ale przyzna pan, że dla najelegantszych ulic.

### Pierwsze operetki
W rzeczywistości bezskutecznie poszukiwał dobrego libretta, by spróbować sił w operetce. Ostatecznie wysłuchał go dr Oliven pisząc dla przyjaciela offenbachowską z ducha parodię świata Nibelungów, w której wykpił Berlin Wilhelma II, tak jak Offenbach wykpił Paryż Napoleona III. W Die lustigen Nibelungen pogromca smoka przemienia się w pruskiego junkra von Zygfryda, który w gimnazjum z trudem niemałym do piątej dopchnął się klasy. Jego fortuna, złoto Renu, leży w depozycie Banku Reńskiego, który pewny jest jak złoto i płaci procent co najmniej sześć. Brunhilda jest wysportowaną, żądną czynu panną, król Burgundii – gderliwym słabeuszem, jasnowłosa Krymhilda – dziewczyną z najlepszego towarzystwa, uwielbianą przez dwór w Wormacji. Muzyka Strausa odznaczająca się subtelną inwencją i żywym rytmem, trawestowała już to zniekształcony motyw wagnerowski, już to dźwięk klaksonu cesarskiego automobilu. Mimo to operetka na premierze 12 listopada 1904 roku nie odniosła sukcesu. Publiczność wybuchała wprawdzie niepohamowanym śmiechem, w przerwach podśpiewywała melodie ze spektaklu, odnosiła jednak wrażenie, że ogląda raczej jakiś żart okolicznościowy, a nie operetkę. Straus został zasypany komplementami prasy, publiczność stroniła jednak od przedstawienia i po 25 przedstawieniach Nibelungów zdjęto z afisza.
Niewiele lepiej powiodło się wystawionej na początku 1906 roku operetce Smok i królewna (Hugdietrichs Brautfahrt). Tym razem Rideamus i Straus, nauczeni doświadczeniem Nibelungów, postarali się o formę bardziej przystępną dla publiczności, zastępując offenbachowską parodię zdrowym sullivanowskim śmiechem. Libretto Rideamusa opowiada dzieje Hugdietricha, króla Bizancjum, który, przebrany za kobietę, udaje się do Salonik, by uwolnić i pojąć za żonę, strzeżoną przez smoka Schnidipumpfla, księżniczkę Miki. Akcja obfitowała w dobre sytuacje, a całość przepojona była romantyczno-baśniową poezją. Krytycy znowu wychwalali Strausa: Nareszcie coś nowego – dzieło pełne humoru i dramatycznej siły, W tej muzyce, nawet każda nutka się śmieje. I znowu grano operetkę przy pustej sali. Rideamus napisał kolejne świetne libretto, Straus, co rzadko zdarza się w muzyce, stworzył następną komiczną partyturę i znowu doznali porażki. Rozeszli się więc i każdy zwrócił się ku innym celom.

### Czar walca

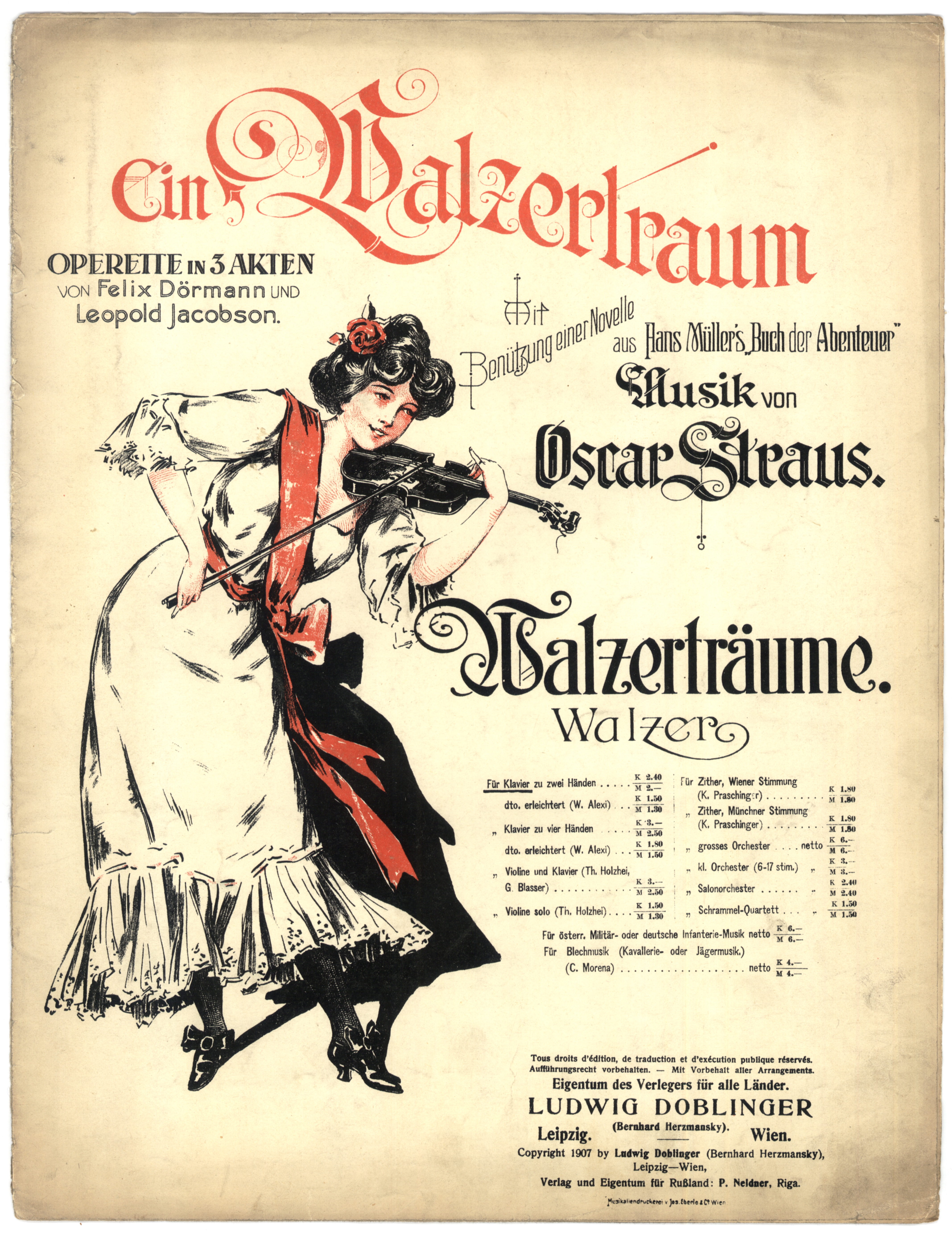
Afisz Czaru walca

Następne libretto Czar walca (Ein Walzertraum) napisał dla Strausa inny przyjaciel z „Café Passage” Leopold Jacobson (1875-1944) przy współudziale Hansa Feliksa Dörmanna. Pomysł libretta nasunęła Jacobsonowi praca Hansa Müllera Buch der Abenteuer. Utwór opowiadał o księżniczce Helenie, córce i następczyni tronu księcia Flausenthurnu, która podczas pobytu w Wiedniu zakochała się w lekkoduchu, dziarskim poruczniku Niki. Pomimo dezaprobaty dworu Helena poślubia porucznika, który traktuje małżeństwo jako żart. Kiedy dociera do niego, że istotnie powierzono mu rolę księcia, potrzebnego tylko dla podtrzymania dynastii, oburzony wymyka się w noc poślubną z pałacu i idąc za dźwiękami walca, dobiegającymi z parku, bawi się całą noc z żeńską orkiestrą przybyłą z Wiednia. Biedna księżniczka szczerze zakochana w swym mężu u pełnej wdzięku Franzi, szefowej żeńskiej kapeli, pobiera nauki jak pozyskać mężowskie serce i rzeczywiście jej się to udaje. A Franzi, która zadurzyła się w poruczniku, wyjeżdża do Wiednia, bo jej orkiestra dostała wreszcie wymarzony kontrakt.
Premiera Czaru walca 2 marca 1907 roku okazała się największym sukcesem w karierze Strausa. Muzykę kompozytora krytycy uznali za apoteozę wiedeńskości. Spektakl szedł na scenie Carl-Theater ponad 1000 wieczorów, osiągając w Wiedniu absolutny rekord. W roli Franzi największy tryumf w swej karierze święciła Mizzi Zwerenz. W następnych latach operetka była grana na większości scen europejskich odnosząc największe tryumfy w Berlinie i Paryżu. Straus stał się w wyniku odniesionego sukcesu sławny.

### Bohaterowie i dalsza twórczość
Po Czarze walca Jacobson napisał kolejne bardzo dobre libretto zatytułowane Bohaterowie (Der tapfere Soldat) oparte na sztuce Bernarda Shawa Żołnierz i bohater (Arms and the Man). Jego treścią są przygody dostawcy wojennego, Szwajcara Bummerli, podczas dwutygodniowej wojny bułgarsko-serbskiej w 1885 roku. Niebohaterski Szwajcar, który sceptycznie odnosi się do kwestii patriotyzmu i żołnierskiej odwagi, w obliczu wroga odznacza się męstwem przewyższającym pyszałkowatych oficerów i w nagrodę zdobywa rękę pięknej Nadiny. Strausowi bardzo spodobało się libretto, nieoczekiwanie sprzeciw wyraził Shaw, nie godząc się na przekształcenie tekstu w libretto operetkowe. Ostatecznie dzięki pośrednictwu tłumacza sztuk Shawa na niemiecki Zygfryda Trebitscha udało się załagodzić konflikt i pod dodatkowymi warunkami uzyskać zgodę pisarza. 14 listopada 1908 roku sztuka została wystawiona w wiedeńskim Theater an der Wien. Mimo bardzo dobrego libretta i świetnej muzyki Strausa, nie spotkała się z uznaniem publiczności, która oczekiwała kolejnej sentymentalnej operetki w rodzaju Czaru walca. Po sześćdziesięciu dwóch przedstawieniach spektakl zdjęto z afisza. Wystawiony w Londynie podbił Anglię, a następnie Amerykę.
Po Bohaterach Straus rozdarty pomiędzy dążeniem do ideału i do dobrobytu, pisał rzeczy ambitne: subtelny balet Die Prinzessin von Targant (1912) wystawiony przez Hofoper, dwie komedie operowe dla Volksoper: Das Tal der Liebe (1909) i Die Himmelblaue Zeit (1914), ale też i bardzo przeciętne: Didi (1909), Die kleine Freundin (1913), a na rynek angielski: The dancing Viennese (1912) i Love and Laughter (1913). W 1914 wystawił w Strauss-Theater bardziej udaną operetkę Rund und die Liebe, później jednak nastąpiły znowu bezwartościowe: Die Schöne Unbekannte (1915), Liebeszauber (1916), Nachtfalter (1917).

### Lata 20.
W 1920 roku Straus, uznawany już za skończonego, odniósł sukces Ostatnim walcem (Der letzte Walzer), napisanym do bardzo dobrego libretta Brammera i Grünwalda. Po Ostatnim walcu Straus napisał jeszcze 12 operetek, 5 z nich można zaliczyć do jego szczytowych osiągnięć prowadzących do wypracowania dowcipnej i eleganckiej zarazem komedii muzycznej. Akcja wszystkich konstruowana była wokół jednej, efektownie zarysowanej postaci kobiecej, bo też główną wykonawczynią jego utworów była w tym czasie primadonna operetkowa Fritzi Massary. W odróżnieniu od opartych głównie na walcu wcześniejszych operetek Straus wprowadzał w tym czasie do swoich utworów również rytmy innych modnych tańców. Wielkim powodzeniem cieszyły się offenbachowskie Perły Kleopatry (Die Perlen der Kleopatra, 1923) i sięgająca po tematykę napoleońską Teresina (1925) oraz podejmująca aktualną tematykę Königen (1926). Odmienna w tonie okazała się Mariette ou comment on écrit l'histoire. Libretto, osnute wokół miłości księcia Ludwika Napoleona do śpiewaczki Mariette Fleury, napisał wybitny dramaturg francuski i wielbiciel Oscara Strausa – Sacha Guitry. Romantyczną sztukę Straus ujął w delikatne, eteryczne dźwięki. Mariette wykonana po raz pierwszy 1 października 1928 w Théâtre Edouard VII, z udziałem Guitry i Yvonne Printemps, szła przez pełne dwa lata, stanowiąc najbardziej długotrwały sukces francuskiego teatru pomiędzy dwoma wojnami światowymi. Sukces ów powtórzyła w Wiedniu z udziałem Huberta Marischki i Rity Georg i w Berlinie – z Käte Dorsch i Bohnenem. W 1932 roku Straus odniósł jeszcze jeden sukces zuchwałą i dowcipną komedią muzyczną: Kobieta, która wie, czego chce (Eine Frau, die weiss, was sie will).

### Ostatnie lata
Po 1933 roku Straus, będący żydowskiego pochodzenia, wyemigrował z Niemiec do Wiednia, a potem do Paryża, przyjmując w 1939 roku obywatelstwo francuskie. W 1940 roku wyjechał do Nowego Jorku, a następnie do Hollywood. Po wojnie w 1948 roku wrócił do Europy. Operetki z późnych lat życia: Die Musik kommt (1948, wskrzeszająca jego pierwszy wielki przebój) i Ich erster Waltzer (1950) nie przyniosły mu sukcesów. Mając 80 lat napisał muzykę do głośnego filmu Ophülsa La Ronde (1950). Przewodni walc z La Ronde stał się światowym przebojem.

## Twórczość
- Die lustigen Nibelungen (1904)
- Hugdietrichs Brautfahrt (Smok i królewna, 1906)
- Ein Walzertraum (Czar walca, 1907)
- Der tapfere Soldat (Bohaterowie, 1908)
- Rund um die Liebe (Dookoła miłości, 1914)
- Liebeszauber (Miłosny czar, 1916)
- Die letzte Walzer (Ostatni walc, 1920)
- Dorfmusikanten (Muzykanci, 1921)
- Das Nixchen (Królowa fal, 1921)
- Die Perlen der Kleopatra (Perły Kleopatry, 1923)
- Teresina (Napoleon i Teresina, 1925)
- Die Königen (Królowa, 1926)
- Eine Frau, die weiss, was sie will (Kobieta, która wie, czego chce, 1932)
- Das Walzerparadies (Miłosne walce, 1935)
- Die Musik kommt (1948, wskrzeszająca jego pierwszy wielki przebój)
- Ich erster Waltzer (1950)[9]